# Гавриловопосадський район
Гавриловопосадський район (рос. Гаврилово-Посадский район) — адміністративно-територіальна одиниця (район) і муніципальне утворення (муніципальний район) на південному заході Івановської області Росії.
Адміністративний центр — місто Гаврилів Посад.

## Географія
Гавриловопосадський район на півночі межує з Іллінським, а на сході — з Тейковським районами Івановської області. На півдні і заході район межує з Владимирською областю.
Південна частина території району розташована у природній зоні Владимирського Опілля, що володіє плодородними ґрунтами і живописним рельєфом.
Основні річки району — Нерль-Клязьминська та її притока Ірмес.

## Історія
Гавриловопосадський район утворений 10 червня 1929 року у складі Александровського округу Івановської Промислової області з волостей Юр'єв-Польського, Владимирського та Тейковського повітів. 11 березня 1936 року район увійшов до складу новоствореної Івановської області.
1 лютого 1963 року район був ліквідований, його територія, за винятком міста Гаврилів Посад та селищ міського типу Іваньковський і Петровський, увійшла до складу Тейковського сільського району.
13 січня 1965 року район був утворений знову у складі міста Гаврилів Посад, селищ Іваньковський і Петровський та 10 сільських рад.
11 січня 2005 року відповідно до Закону Івановської області № 4-ОЗ в районі утворено 6 муніципальних утворень: 2 міських та 4 сільських поселень. 7 травня 2013 року Лобцовське сільське поселення було приєднане до Новоселківського сільського поселення.

## Адміністративний устрій
У 2005 році в ході муніципальної реформи у складі району були утворені 6 поселень, з них 2 міських поселення та 4 сільських поселення:
- Гавриловопосадське міське поселення
- Петровське міське поселення
- Лобцовське сільське поселення (скасоване у 2013 році)
- Новоселківське сільське поселення
- Осановецьке сільське поселення
- Шекшовське сільське поселення

## Відомі особистості
Уродженцями Гавриловопосадського району є:
- Стрелов Аркадій Юхимович (1923—1994) — заслужений художник України.
- Шушин Іван Федорович (1924—1943) — Герой Радянського Союзу.